# Kladenetzat
Kladenetzat é um filme de drama búlgaro de 1991 dirigido e escrito por Docho Bodzhakov. Foi selecionado como representante da Bulgária à edição do Oscar 1992, organizada pela Academia de Artes e Ciências Cinematográficas.

## Elenco
- Lyuben Chatalov - Bashtata
- Vania Tzvetkova - Uchitelkata / Dariya
- Petar Popyordanov - Sinat
- Boyan Kovachev - Sinat kato malak
- Daniela Vasileva